# Lockheed Martin Space Systems
Lockheed Martin Space — є одним із чотирьох основних бізнес-підрозділів Lockheed Martin. Її штаб-квартира знаходиться в Літлтоні, штат Колорадо, з додатковими об’єктами в Веллі-Фордж, штат Пенсільванія; Саннівейл, Каліфорнія; Санта-Крус, Каліфорнія; Хантсвілл, Алабама; та в інших місцях Сполучених Штатів і Сполученого Королівства. Зараз у підрозділі працює близько 20 000 людей, його найвідомішою продукцією є комерційні та військові супутники, космічні зонди, системи протиракетної оборони, космічний корабель NASA Orion і зовнішній резервуар Space Shuttle.

## Історія
Відділ ракетних систем Lockheed був створений у Ван-Найс, штат Каліфорнія, наприкінці 1953 року для об’єднання робіт над Lockheed X-17 і X-7. X-17 була триступінчастою науково-дослідницькою ракетою на твердому паливі, розробленою для випробування ефектів повторного входу в атмосферу з високою швидкістю Маха. X-17 також використовувався як ракета-носій для серії операцій «Аргус» із трьох висотних ядерних випробувань, проведених у Південній Атлантиці в 1958 році. Lockheed X-7 (який отримав назву «Flying Stove Pipe») був американським випробувальним стендом без екіпажу 1950-х років для прямоточного реактивного двигуна та технології наведення ракет.

У 1956 році підрозділ Lockheed Missiles Division переїхав із Ван-Найса, штат Каліфорнія, на новозбудований завод у Пало-Альто, штат Каліфорнія, а потім у 1957 році на більший завод у Саннівейлі. Ракета Polaris була першою великою новою програмою для обох місць, за якою пізніше пішли супутникові програми, таким чином назва змінилася на Lockheed Missiles and Space Division.
UGM-27 Polaris — балістична ракета з підводного човна (БРПЛ), створена під час холодної війни компанією Lockheed Missiles & Space Division у Саннівейлі, штат Каліфорнія, для ВМС США. Розробка програми Polaris почалася в 1956 році, а її перші льотні випробування відбулися в 1958 році. У 1962 році USS Ethan Allen (SSBN-608) успішно вистрілив ракетою Polaris A-1 по тестовій цілі в 1960 році. БРПЛ еволюціонувала через Polaris (A2), Polaris (A3), Poseidon (C3), Trident I (C4) і продовжується з сучасним Trident II (D5). Усі вони були розроблені та керовані на заводі в Саннівейлі. Разом вони відомі як Програма флоту балістичних ракет (FBM). Lockheed Martin є єдиним постачальником ракет FBM з 1956 року.

## Напрями діяльності
Lockheed Martin Space складається з п'яти напрямків діяльності (LOB). Кожна з них є P & L (центр прибутків і збитків), зосереджена на наборі конкретних клієнтів і супутніх продуктів. Кожен LOB очолює віце-президент і генеральний менеджер.

### Комерційна та цивільна
Віце-президент і генеральний менеджер: Кайл Гріффін
Замовники: NASA, NOAA, міжнародні космічні агентстваПродукція: спостереження Землі, дослідження Місяця та планет і системи польоту людини в космос
- Космічний корабель НАСА Orion
- Серія метеорологічних супутників геостаціонарного оперативного екологічного супутника (GOES-R) NOAA
- НАСА MAVEN
- НАСА JUNO
- НАСА OSIRIS-REx
- НАСА InSight
- НАСА Люсі
- НАСА VERITAS[4]
- НАСА DAVINCI+[4]

#### Програми спадщини
- Зовнішній бак космічного човника НАСА
- Космічний телескоп NASA Hubble (колишній проект Lockheed)
- Космічний телескоп NASA Spitzer (колишній проект Lockheed)
- Лунар Проспектор НАСА (колишній проект Локхід)
- Gravity Probe B НАСА (колишній проект Lockheed)
- Лабораторія НАСА Gravity Recovery and Interior Laboratory (GRAIL)
- Landsat 7 НАСА (колишній проект Lockheed)
- TIROS, або телевізійний інфрачервоний супутник спостереження NOAA
- Посадковий апарат НАСА «Фенікс».
- Марсіанська одіссея НАСА
- Марсіанський розвідувальний апарат НАСА
- Mars Global Surveyor НАСА
- Марсіанські посадочні апарати NASA Viking

### Військовий космос
Віце-президент і генеральний менеджер: Джонатон Колдуелл
Замовники: ВПС США, ВМС США, DARPA, союзні військові агентстваПродукція: супутники спостереження, раннього попередження та навігації
- Космічна інфрачервона система SBIRS
- GPS-III
- MUOS Mobile User Objective System
- AEHF Advanced Extremely High Frequency

#### Програми спадщини
- GPS-IIR
- Мілстар
- Програма оборонного метеорологічного супутника DMSP

- Airborne Laser Test Bed (ALTB) Beam Control/Fire Control System
- DARPA Falcon Project Falcon
- Стратегічна оборонна ініціатива
- Polaris
- Poseidon
- Trident I

### Спеціальні програми
Віце-президент і генеральний директор: Марія Демарі
Замовники: не розголошується. Продукти: секретні місії

## Дивись також
- Boeing Defense, Space & Security
- Northrop Grumman
- Airbus Defence and Space